# Asota septentrionalis
Asota septentrionalis är en fjärilsart som beskrevs av Rothschild 1897. Asota septentrionalis ingår i släktet Asota och familjen nattflyn. Inga underarter finns listade i Catalogue of Life.